# EchoStar G1
O EchoStar G1 (anteriormente denominado de ICO G1 e DBSD G1) é um satélite de comunicação geoestacionário estadunidense que foi construído pela Space Systems/Loral (SS/L) que está localizado na posição orbital de 93 graus de longitude oeste e é operado pela EchoStar. O satélite é baseado na plataforma LS-1300 e sua expectativa de vida útil é de 15 anos.

## História
A Space Systems/Loral (SS/L), anunciou em 2005 que tinha recentemente assinado um contrato com a ICO Satellite Management, LLC para a concepção e construção de um satélite geoestacionários, o ICO G1, para fornecer serviços móveis via satélite, juntamente com uma terrestre auxiliar, que seria capaz de fornecer serviços móveis de voz e comunicação de dados aos Estados Unidos.
A empresa mudou seu nome para DBSD North America, Inc., em maio de 2009 e o satélite foi, por sua vez renomeado para DBSD G1.
A Dish Network Corporation (EchoStar) adquiriu a reorganizada DBSD North America, Inc., em março de 2012 e rebatizou o satélite para EchoStar G1.

## Lançamento
O satélite foi lançado com sucesso ao espaço no dia 14 de abril de 2008, por meio de um veículo Atlas V a partir da Estação da Força Aérea de Cabo Canaveral, na Flórida, EUA. Ele tinha uma massa de lançamento de 6634 kg.

## Capacidade e cobertura
O EchoStar G1 está equipado com transponders em banda S para fornecer serviços móveis via satélite em todo os Estados Unidos, incluindo o Alasca, Havaí, Porto Rico, e Ilhas Virgens Americanas.